# Trzęsienie ziemi w Lorce (2011)
Trzęsienie ziemi w Lorca (hiszp. Terremoto de Lorca de 2011) miało miejsce 11 maja 2011. Nawiedziło okolice hiszpańskiego miasta Lorca w Murcji. Miało siłę ok. 5,1 stopnia w skali Richtera. Jest to najsilniejsze trzęsienie ziemi w tym regionie od 1956 roku.

## Geologia

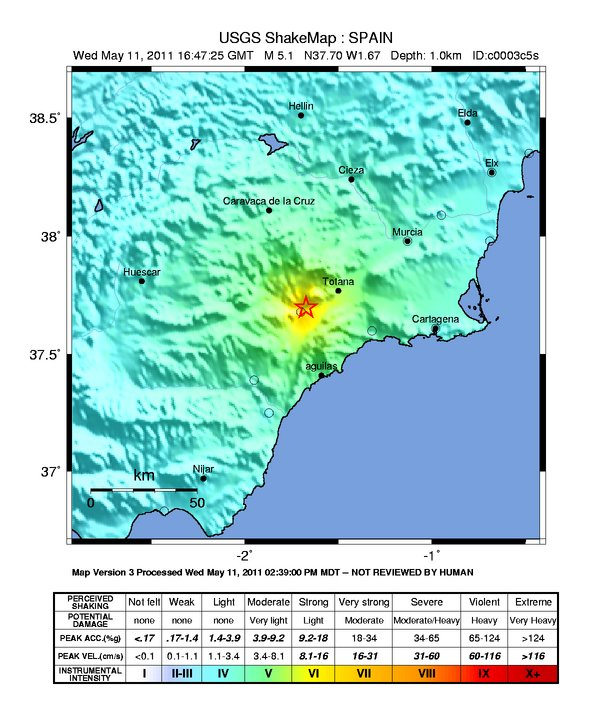
Mapa intensywności trzęsienia ziemi

Główny wstrząs o magnitudzie 5,1 miał miejsce 11 maja o godzinie 18:47 czasu lokalnego (16:47 czasu uniwersalnego) około 2,5 km na północny wschód od miasta Lorca. Hipocentrum trzęsienia znajdowało się na głębokości 1 km. Południowa część Półwyspu Iberyjskiego - szczególnie Murcja - znajduje się w aktywnej strefie sejsmicznej w pobliżu granicy płyt eurazjatyckiej i afrykańskiej, jednak większość wstrząsów nie przekracza granicy dostrzegalnej dla człowieka. Jako bezpośrednią przyczynę wstrząsu ustalono uskok przesuwczy w pobliżu Alhama de Murcia. Według wstępnych szacunków agencji USGS wstrząs miał siłę 5,3 skali Richtera.